# Spaelotis bigramma
Spaelotis bigramma là một loài bướm đêm trong họ Noctuidae.